# IWA三冠統一選手権
IWA三冠統一王座（アイ・ダブリュー・エー・さんかんとういつおうざ）は、I.W.A.JAPANが管理、認定していた王座。IWA世界ヘビー級王座、IWA世界ジュニアヘビー級王座、AWF世界女子王座の統一王座。

## 歴史
2013年9月22日、さくらえみが自身の保持しているAWF世界女子王座、王座決定戦の目処が立たず空位の状態が続いていたIWA世界ヘビー級王座とIWA世界ジュニアヘビー級王座による王座統一戦をすることを発表。11月16日、I.W.A.JAPAN新宿FACE大会で王座統一戦が行われて勝利した、さくらが初代王者になった。以降は体重と性別を問わない3つの王座を用いてタイトルマッチが行われている。
男子王座と女子王座の統合は異例であるが「二丁目マット」を標榜するI.W.A.JAPANの象徴として性別を越えた王座になった。
I.W.A.JAPANの晩年は興行が年に1、2回しか開催されていなかったため、さくらが所属しているプロレスリング我闘雲舞でタイトルマッチが行われていた。
2017年8月6日、I.W.A.JAPANの活動休止により、チャンピオンベルトはI.W.A.JAPANに返還して封印された。

## 歴代王者
| 歴代   | 選手             | 戴冠回数 | 防衛回数 | 獲得日付       | 獲得場所 （対戦相手・その他）                         |
| ------ | ---------------- | -------- | -------- | -------------- | ----------------------------------------------------- |
| 初代   | さくらえみ       | 1        | 0        | 2013年11月16日 | 新宿FACE 杏仁師範                                     |
| 第2代  | アントーニオ本多 | 1        | 0        | 2013年12月27日 | 板橋グリーンホール 大喜利デスマッチ                   |
| 第3代  | さくらえみ       | 2        | 2        | 2014年1月25日  | 市ヶ谷チョコレート広場 わさびシュークリームデスマッチ |
| 第4代  | 小仲＝ペールワン | 1        | 1        | 2014年8月10日  | 市ヶ谷チョコレート広場                                |
| 第5代  | さくらえみ       | 3        | 1        | 2014年10月4日  | 市ヶ谷チョコレート広場                                |
| 第6代  | 里歩             | 1        | 4        | 2014年11月2日  | 板橋グリーンホール                                    |
| 第7代  | DJニラ           | 1        | 2        | 2015年9月21日  | 横浜にぎわい座のげシャーレ                            |
| 第8代  | 米山香織         | 1        | 1        | 2015年12月22日 | 板橋グリーンホール                                    |
| 第9代  | 里歩             | 2        | 0        | 2016年6月22日  | 後楽園ホール                                          |
| 第10代 | 真琴             | 1        | 2        | 2016年11月19日 | BASEMENT MONSTAR 2017年7月1日返上                     |
| 第11代 | さくらえみ       | 4        | 0        | 2017年8月5日   | スポルティーバアリーナ 里歩 2017年8月6日封印          |